# Coupe du monde de triathlon 2016
Navigation
Édition précédente Édition suivante
La coupe du monde de triathlon 2016 est composée de dix courses organisées par la Fédération internationale de triathlon (ITU). Depuis 2009 le classement final n'existe plus et les points gagnés sur ces étapes sont intégrés au Séries mondiales de triathlon qui décerne le titre de champion du monde de triathlon.

## Calendrier
| Date            | Ville        | Pays             | Distance |
| --------------- | ------------ | ---------------- | -------- |
| 12-13 mars      | Mooloolaba   | Australie        | S        |
| 2-4 avril       | New Plymouth | Nouvelle-Zélande | S        |
| 16-17 avril     | Chengdu      | Chine            | M        |
| 7-8 mai         | Cagliari     | Italie           | S        |
| 7-8 mai         | Huatulco     | Mexique          | S        |
| 9-10 juillet    | Tiszaújváros | Hongrie          | S        |
| 6-7 août        | Montréal     | Canada           | S        |
| 24-25 septembre | Salinas      | Équateur         | S        |
| 22-23 octobre   | Tongyeong    | Corée du Sud     | S        |
| 29-30 octobre   | Miyazaki     | Japon            | M        |

## Résultats

### Mooloolaba
| Position           | Hommes            | Hommes   | Hommes      | Femmes         | Femmes      | Femmes      |
| Position           | Nom               | Pays     | Temps       | Nom            | Pays        | Temps       |
| ------------------ | ----------------- | -------- | ----------- | -------------- | ----------- | ----------- |
| Médaille d'or      | Mario Mola        | Espagne  | 52 min 55 s | Jodie Stimpson | Royaume-Uni | 58 min 31 s |
| Médaille d'argent  | Vicente Hernandez | Espagne  | 53 min 0 s  | Emma Moffatt   | Australie   | 58 min 48 s |
| Médaille de bronze | João Pereira      | Portugal | 53 min 12 s | Kirsten Kasper | États-Unis  | 58 min 56 s |

### New Plymouth
| Position           | Hommes            | Hommes         | Hommes      | Femmes         | Femmes           | Femmes      |
| Position           | Nom               | Pays           | Temps       | Nom            | Pays             | Temps       |
| ------------------ | ----------------- | -------------- | ----------- | -------------- | ---------------- | ----------- |
| Médaille d'or      | Richard Murray    | Afrique du Sud | 53 min 8 s  | Gwen Jorgensen | États-Unis       | 58 min 51 s |
| Médaille d'argent  | Andreas Schilling | Danemark       | 53 min 28 s | Andrea Hewitt  | Nouvelle-Zélande | 59 min 13 s |
| Médaille de bronze | Rostyslav Pevtsov | Azerbaïdjan    | 53 min 32 s | Kirsten Kasper | États-Unis       | 59 min 20 s |

### Chengdu
| Position           | Hommes            | Hommes      | Hommes          | Femmes        | Femmes     | Femmes         |
| Position           | Nom               | Pays        | Temps           | Nom           | Pays       | Temps          |
| ------------------ | ----------------- | ----------- | --------------- | ------------- | ---------- | -------------- |
| Médaille d'or      | Rodrigo González  | Mexique     | 1 h 49 min 3 s  | Summer Cook   | États-Unis | 2 h 0 min 6 s  |
| Médaille d'argent  | Rostyslav Pevtsov | Azerbaïdjan | 1 h 49 min 29 s | Claire Michel | Belgique   | 2 h 0 min 42 s |
| Médaille de bronze | Marten Van Riel   | Belgique    | 1 h 49 min 33 s | Lisa Perterer | Autriche   | 2 h 1 min 2 s  |

### Cagliari
| Position           | Hommes               | Hommes  | Hommes      | Femmes         | Femmes      | Femmes         |
| Position           | Nom                  | Pays    | Temps       | Nom            | Pays        | Temps          |
| ------------------ | -------------------- | ------- | ----------- | -------------- | ----------- | -------------- |
| Médaille d'or      | Kristian Blummenfelt | Norvège | 56 min 0 s  | India Lee      | Royaume-Uni | 1 h 3 min 52 s |
| Médaille d'argent  | Aurélien Raphaël     | France  | 56 min 20 s | Lisa Sieburger | Allemagne   | 1 h 4 min 19 s |
| Médaille de bronze | Simon Viain          | France  | 56 min 44 s | Lisa Perterer  | Autriche    | 1 h 4 min 22 s |

### Huatulco
| Position           | Hommes            | Hommes    | Hommes          | Femmes              | Femmes  | Femmes          |
| Position           | Nom               | Pays      | Temps           | Nom                 | Pays    | Temps           |
| ------------------ | ----------------- | --------- | --------------- | ------------------- | ------- | --------------- |
| Médaille d'or      | Étienne Diemunsch | France    | 1 h 58 min 23 s | Jolanda Annen       | Suisse  | 2 h 14 min 6 s  |
| Médaille d'argent  | Jelle Geens       | Belgique  | 1 h 58 min 40 s | Agnieszka Jerzyk    | Pologne | 2 h 14 min 19 s |
| Médaille de bronze | Drew Box          | Australie | 1 h 58 min 42 s | Yuliya Yelistratova | Ukraine | 2 h 14 min 27 s |

### Tiszaújváros
| Position           | Hommes            | Hommes  | Hommes      | Femmes              | Femmes     | Femmes         |
| Position           | Nom               | Pays    | Temps       | Nom                 | Pays       | Temps          |
| ------------------ | ----------------- | ------- | ----------- | ------------------- | ---------- | -------------- |
| Médaille d'or      | Dmitry Polyanskiy | Russie  | 54 min 0 s  | Renee Tomlin        | États-Unis | 1 h 0 min 2 s  |
| Médaille d'argent  | Igor Polyanskiy   | Russie  | 54 min 6 s  | Yuliya Yelistratova | Ukraine    | 1 h 0 min 20 s |
| Médaille de bronze | Tamás Tóth        | Hongrie | 54 min 11 s | Elena Danilova      | Russie     | 1 h 0 min 25 s |

### Montréal
| Position           | Hommes               | Hommes     | Hommes      | Femmes          | Femmes     | Femmes         |
| Position           | Nom                  | Pays       | Temps       | Nom             | Pays       | Temps          |
| ------------------ | -------------------- | ---------- | ----------- | --------------- | ---------- | -------------- |
| Médaille d'or      | Kristian Blummenfelt | Norvège    | 57 min 29 s | Flora Duffy     | Bermudes   | 1 h 3 min 0 s  |
| Médaille d'argent  | Matthew Sharpe       | Canada     | 58 min 43 s | Ashleigh Gentle | Australie  | 1 h 3 min 24 s |
| Médaille de bronze | Eric Lagerstrom      | États-Unis | 58 min 47 s | Taylor Knibb    | États-Unis | 1 h 3 min 44 s |

### Salinas
| Position           | Hommes               | Hommes     | Hommes      | Femmes          | Femmes         | Femmes      |
| Position           | Nom                  | Pays       | Temps       | Nom             | Pays           | Temps       |
| ------------------ | -------------------- | ---------- | ----------- | --------------- | -------------- | ----------- |
| Médaille d'or      | David Castro Fajardo | Espagne    | 53 min 33 s | Kirsten Kasper  | États-Unis     | 59 min 16 s |
| Médaille d'argent  | Matthew McElroy      | États-Unis | 53 min 34 s | Summer Cook     | États-Unis     | 59 min 23 s |
| Médaille de bronze | Crisanto Grajales    | Mexique    | 53 min 35 s | Gillian Sanders | Afrique du Sud | 59 min 31 s |

### Tongyeong
| Position           | Hommes                | Hommes     | Hommes      | Femmes       | Femmes     | Femmes         |
| Position           | Nom                   | Pays       | Temps       | Nom          | Pays       | Temps          |
| ------------------ | --------------------- | ---------- | ----------- | ------------ | ---------- | -------------- |
| Médaille d'or      | Uxío Abuin            | Espagne    | 53 min 39 s | Summer Cook  | États-Unis | 59 min 43 s    |
| Médaille d'argent  | Matthew Mcelroy       | États-Unis | 53 min 40 s | Ai Ueda      | Japon      | 59 min 54 s    |
| Médaille de bronze | Vladímir Turbayevskiy | Russie     | 53 min 40 s | Renee Tomlin | États-Unis | 1 h 0 min 15 s |

### Miyasazi
| Position           | Hommes             | Hommes     | Hommes          | Femmes       | Femmes     | Femmes         |
| Position           | Nom                | Pays       | Temps           | Nom          | Pays       | Temps          |
| ------------------ | ------------------ | ---------- | --------------- | ------------ | ---------- | -------------- |
| Médaille d'or      | Uxío Abuin         | Espagne    | 1 h 52 min 29 s | Ai Ueda      | Japon      | 2 h 1 min 2 s  |
| Médaille d'argent  | João Silva         | Portugal   | 1 h 52 min 30 s | Summer Cook  | États-Unis | 2 h 1 min 24 s |
| Médaille de bronze | Gregory Billington | États-Unis | 1 h 52 min 31 s | Renee Tomlin | États-Unis | 2 h 1 min 48 s |

## Par nation
| Rang | Nation         | Victoires |
| ---- | -------------- | --------- |
| 1    | États-Unis     | 5         |
| 2    | Espagne        | 4         |
| 3    | Norvège        | 2         |
| 3    | Royaume-Uni    | 2         |
| 5    | Afrique du Sud | 1         |
| 5    | Bermudes       | 1         |
| 5    | France         | 1         |
| 5    | Japon          | 1         |
| 5    | Mexique        | 1         |
| 5    | Suisse         | 1         |
| 5    | Russie         | 1         |